# Яфетическа теория
Яфетическата теория, известна още като Ново учение за езика (Но́вое уче́ние о языке́) и маризъм, е лъженаучна теория на Николай Мар за произхода, историята и „класовата същност“ на езиците. Тази теория се ползва с подкрепата на Съветския съюз до 1950 година и се основава на голям брой произволни и недоказани твърдения.